# Municipio de Hall (Illinois)
El municipio de Hall (en inglés: Hall Township) es un municipio ubicado en el condado de Bureau en el estado estadounidense de Illinois. En el año 2010 tenía una población de 8300 habitantes y una densidad poblacional de 84,59 personas por km².

## Geografía
El municipio de Hall se encuentra ubicado en las coordenadas 41°21′32″N 89°13′24″O / 41.35889, -89.22333. Según la Oficina del Censo de los Estados Unidos, el municipio tiene una superficie total de 98.12 km², de la cual 96,39 km² corresponden a tierra firme y (1,76 %) 1,73 km² es agua.

## Demografía
Según el censo de 2010, había 8300 personas residiendo en el municipio de Hall. La densidad de población era de 84,59 hab./km². De los 8300 habitantes, el municipio de Hall estaba compuesto por el 91,93 % blancos, el 1,16 % eran afroamericanos, el 0,34 % eran amerindios, el 0,59 % eran asiáticos, el 4,36 % eran de otras razas y el 1,63 % eran de una mezcla de razas. Del total de la población el 11,2 % eran hispanos o latinos de cualquier raza.